# Karl Joseph von Palm
Karl Joseph (Carl Josef) von Palm – austriacki dyplomata.
W latach 1726–1727 von Palm pełnił funkcję austriackiego rezydenta w Londynie. Składał królowi Jerzemu II memoriały (po łacinie - język urzędowy Imperium Habsburskiego do lat trzydziestych XVIII wieku i angielsku), w których starał się wyjaśnić austriacki punkt widzenia i cele polityki zagranicznej Austrii.